# Programmations du Festival du bout du monde
 (novembre 2016).
Si vous disposez d'ouvrages ou d'articles de référence ou si vous connaissez des sites web de qualité traitant du thème abordé ici, merci de compléter l'article en donnant les références utiles à sa vérifiabilité et en les liant à la section « Notes et références ».
Pour un article plus général, voir Festival du bout du monde.
Le Festival du bout du monde se déroulant le premier week-end d'août en presqu'île de Crozon en Bretagne, propose une programmation axée sur les musiques du monde depuis 2000.

## Années 2000

### 2000
Zen Zila (France) – Geoffrey Oryema (Ouganda) – Orquesta Aragón (Cuba) – Johnny Clegg & Juluka (Afrique Du Sud) – Ska-P (Espagne) – Mister Gang (France) – Amabano + Zani Diabate – Les Sombres Héros – Amsafar – Erik Marchand & Taraf De Caransebes – Sally Nyolo – Alan Stivell (Bretagne) – Idir (Kabylie) – Yuri Buenaventura (Colombie) – Rasta Bigoud (Bretagne) – Alouwassio – Acousteel Gang

### 2001
Mes souliers sont rouges (France) – Jaipur kawa brass band (Inde Rajasthan) – Tambours de Brazza (Congo) – Familia Valera Miranda (Cuba) –Manu Dibango (Cameroun) - Souad Massi (Algérie) – Denez Prigent (Bretagne) – Orchestre National de Barbès (Maghreb) – Touré Kunda (Sénégal) –Marcel et son orchestre (France) – Wock (Sénégal) -–Les Ours du Scorff (Bretagne) – Te Vaka (Samoa) – Régis Gizavo (Madagascar) – Tété (France) – Fania Niang (Senegal) – Ray Lema (Congo) – Matmatah (Bretagne) – Kassav (Antilles) – Percubaba (France)

### 2002
The Cool Crooners (Zimbabwe) – Bernard Lavilliers (France) – Lokua Kanza (Zaïre) – Susheela Raman (Inde Royaume-Uni) – La Ruda Salska (France) – Ray Barretto (États-Unis) K ocani Orkestar (Macédoine) – Bugel Koar (Bretagne) – Daby Touré (Mauritanie) – Stanley Beckford (Jamaïque) – Mory Kante (Guinée) – Compay Segundo (Cuba) – Femi Kuti (Nigéria) – Pierre Vassiliu, Youssou Mané et l’orchestre Kalone (France Sud Casamance) – N’java (Madagascar) – Jim Murple Memorial (France) – N’Guyen Le, Huong Thanh Dragonfly (Viêt Nam) – Tinariwen (Mali) – Yog Sothoth

### 2003
Ibrahim Ferrer (Cuba) – I Muvrini et les sonneurs de la Kevrenn Brest Sant Mark (Corse / Brest) – Salif Keita (Mali) – Mahotella Queens (Afrique du Sud) – Spook and the Guay (France) – Frederic Galliano & the African divas (France / Afrique) - Rajery (Madagascar) - Bevinda (Portugal) – Toma Sidibe (Mali) – Alpha Blondy (Côte d’Ivoire) – Philippe Lavil (Martinique) – Massilia Sound System (France) – Celtas Cortos (Espagne) – Natacha Atlas (Égypte) – Orchestra Baobab (Sénégal) – Stanley Beckford (Jamaïque) – Dj Dolores & Orchestra Santa Massa (Brésil) - Manu Chao (France) – Asian Dub Foundation (Angleterre) – Les Frères Morvan (Bretagne)

### 2004
Joan Baez (États-Unis) – Sergent Garcia y Los locos del barrio (France / Espagne) – Carlos Nunez (Galice) – Rokia Traore (Mali) - Tryo (France) - Lenine (Brésil) – Ilene Barnes (Surinam) – Bembeya Jazz / Sekou Diabate (Guinée) – Nolwenn Korbell / Soïg Siberil (Bretagne) - Lilgahon (Mali / Bretagne) – Stok an dans (Bretagne) – Hanitra Ranaivo (Madagascar / Bretagne) – Jane Birkin (France / Maghreb) – Robert Charlebois (Québec) – Omara Portuondo (Cuba) – Les Maitres tambours du Burundi (Burundi) – The Skatalites (Jamaïque) – John Trudell (Amérindien) – Tété (France) – Magyd Cherfi (France) – Ba Cissoko (Guinée) – La Troupe Bonpo des moines Tibétains (Tibet) – Moleque de rua (Brésil) – Noma’s (Bretagne) – Delgado (Bretagne)

### 2005
Youssou N’Dour (Sénégal) – Tiken Jah Fakoly (Côte D’ivoire) – Joe Cocker (Uk) – Sinsemilia (France) – Amadou et Mariam (Mali) – Rachid Taha (Maghreb/France) – Jaojoby (Madagascar) – Zachary Richard (Louisiane/États-Unis) – Pascal of Bollywood (France/Inde) – Enrico Macias (France) – Daby Toure (Mauritanie) – Ridan (France) – Henry Dikongue (Cameroun) – Red Cardell (Bretagne) – Zion Train (Italie, Uk, Allemagne) – Che Sudaka (Espagne) – Orchestra do fuba (Brésil) – Boubacar Traore (Mali) – Dhoad gitans du Rajasthan – Trio Lamour (Bretagne) – Julien Jacob (Bénin/Bretagne) – Renata Rosa (Brésil) – Les Oisives (Bretagne) – Maria Teresa (Portugal) – Zaragraf (France/Slovénie) – Jerry Cornic & Dj Blue (Bretagne) – Fanfare la clique sur mer (France) - Bigerniel kozh philantropic international popular orchestra (Bretagne)

### 2006
Goran Bregovic & l'Orchestre des mariages et des enterrements (Serbie) –  Robert Plant & the Strange sensation (Royaume-Uni) –  Ismaël Lô (Sénégal) –  Zita Swoon (Belgique) –  Gayane (France) - David Walters (Caraïbes / France) –  Lila Downs (Mexique) - Souad Massi (Algérie) –  Cheikh Lô (Sénégal) –  Alan Stivell (Bretagne) –  Steel Pulse (Royaume-Uni) - Amparanoïa (Espagne) - Paco Ibañez (Espagne) - Danyel Waro (La Réunion) - Dupain (Marseille) - Anis (France) - Lura (Cap vert) - Rossy (Madagascar) –  Mahala Raï Banda (Balkans) –  Enzo Avitabile & Bottari (Naples / Italie) – Bénabar (France) – Johnny Clegg (Afrique du Sud) – Hubert-Félix Thiéfaine (France) – Dub Incorporation (France) – Bonga (Angola) – Da Silva (France) – Lo'Jo (France) – Norkst (Bretagne) – Egschiglen (Mongolie) – Jehro (France) – Bigerniel kozh philantropic international popular orchestra (Bretagne)

### 2007
Ridan (France) – La Route des Fils du Vent avec les Dhoad gitans du Rajasthan (Rajasthan) –  Calle Cerezo (Andalousie) –  Tchaas (Europe de l'Est) –  Toumani Diabaté & le Symmetric Orchestra (Mali) –  Laurent Voulzy (France) –  Dan Ar Braz & Sally Nyolo (Bretagne/Cameroun) –  Bombes 2 Bal, Babylon Circus (France) –  Fenoamby (Madagascar) –  Cesária Évora (Cap Vert) –  Salif Keïta (Mali) –  Bagad Kemper & Susana Seivane – création « Sud Ar Su » (Bretagne / Galice) –  Arno (Belgique) –  Dobet Gnahoré (Côte d’Ivoire) –  David Krakauer & Socalled (U.S.A / Québec) –  Tinariwen (Mali) –  Abd Al Malik (France) –  Silvério Pessoa (Brésil) –  Les Ogres de Barback (France) –  Riké (France) –  Max Romeo, Jethro Tull (Royaume-Uni / États-Unis) –  Pierre Perret et ses invités (France / Bretagne) –  Titi Robin & Danyel Waro : création « Michto Maloya » (France / Réunion) –  Seun Anikulapo Kuti & Egypt 80 (Nigéria) –   Gocoo (Japon) –  Burhan Öçal & l'Ensemble Oriental d'Istanbul (Turquie) –  Mayra Andrade (Cap Vert) –  Dobacaracol (Québec) –  Balkan Beat Box (États-Unis / Israël) –  Hot 8 Brass Band (États-Unis) –  Izabo (Israël) –  Winston McAnuff & Java (Jamaïque France)

### 2008
Ska Cubano (Caraïbes / Royaume-Uni) – Orange Blossom (France Maghreb) – Macéo Parker (États-Unis) – Têtes Raides (France) – Gangbé Brass Band (Bénin) – Mélissa Laveaux (Haïti / Canada) – Camille (France) – Emir Kusturica & The No Smoking Orchestra (Serbie) – Alela Diane (États-Unis) – Orchestra Baobab (Sénégal) – Chet Nuneta (France) – Mouss et Hakim : Origines Contrôlées (Algérie / France) – Vieux Farka Touré (Mali) – Ibrahim Maalouf (Liban / France) – Pura Fé (États-Unis) – Taraf de Haïdouks (Roumanie) – Bernard Lavilliers (France) – Tiken Jah Fakoly (Côte d'Ivoire) – Salem Tradition (La Réunion) – Hubert-Félix Thiéfaine & Paul Personne (France) – Chico Trujillo (Chili) – Alain Bashung (France) – Groundation (États-Unis) – Victor Démé (Burkina Faso) – Antonio Rivas (Colombie) – Ojos de Brujo Sound System (Espagne) – Shantel & Bucovina Club Orkestar (Allemagne / Bucovine) – Aṣa (Nigéria / France) – Youngblood Brass Band (États-Unis) - Balbino Medellin (France) – Keziah Jones (Nigéria / Royaume-Uni) – Soldat Louis (Bretagne) – Juan Sebastian Larobina (Gaspésie)

### 2009
Gilberto Gil (Brésil) – Moussu T e lei Jovents (France) – Tryo (France) – Orchestre national de Barbès, Roy Paci & Aretuska (France Italie) – Cheick Tidiane Seck (Mali) – Mulêketù – Izhpenn 12 – Kreiz Breizh Akademi (Bretagne) – Marianne Faithfull (UK) – Thomas Fersen (France) – Amadou et Mariam (Mali) – Bumcello & Nathalie Natiembe (France La Réunion) – Rodrigo y Gabriela (Mexique) – Caravan Palace (France) – Ramiro Musotto & Sudaka (annulé) remplacé par Minino Garay (Argentine France) – Anis (France) – So Kalmery (Congo) – Laxula - Kora Jazz Trio – Terrakota (annulé) remplacé par La Mal Coiffée (France) – Maxime Le Forestier (France) – Ayọ (Allemagne) – Doudou Ndiaye Rose & Bagad (Sénégal) – Sebastian Sturm (Allemagne) – Pascale Picard Band (Canada) – Winston Mc Anuff (Jamaïque) – Davy Sicard (La Réunion) – Mikea - Calypso Rose (rinidad) – Anakronic Electro Orkestra – Anthony Joseph - Mouss & Hakim : Motivés ! avec Idir (France Algérie)

## Années 2010

### 2010
El Bicho (Espagne) – Hasna El Bacharia (Algérie) – Ibrahim Maalouf, Vincent Ségal, Karim Ziad (Liban France Algérie) – La Fanfare du Belgistan (Belgique) – Olivia Ruiz (France) – Warsaw Village Band (Pologne) – Gotan Project (Argentine France) – Jacky Molard Quartet & Foune Diarra Trio (Bretagne Mali) – Les Tambours du Bronx (France) – Omar Pene (Sénégal) – Novalima (Pérou) – Tony Allen (Nigéria) – Mahmoud Ahmed, Alémayèhu Eshèté, Badume’s Band (Éthiopie Bretagne) –Bauchklang (Autriche) – Orchestre Poly Rythmo (Bénin) – Charlie Winston (Royaume-Uni  France) – La Pegatina (Espagne) – Donovan Band (Écosse) – Terrakota (Portugal) – Amazigh Kateb (Kabylie France) – Baaba Maal (Sénégal) – Xavier Rudd (Australie) – Hugues Aufray (France) – Kal (Serbie) – Renan Luce (France) – Gilzene & the Blue Light Mento Band (Jamaïque) – Khaled (Algérie) – Hindi Zahra (Maroc) – Alpha Blondy (Côte d’Ivoire) – Trio Joubran (Palestine) – Celtas Cortos (Espagne) – Cie Transe Express : Mobile Homme (France) – Fool's Gold (USA).

### 2011

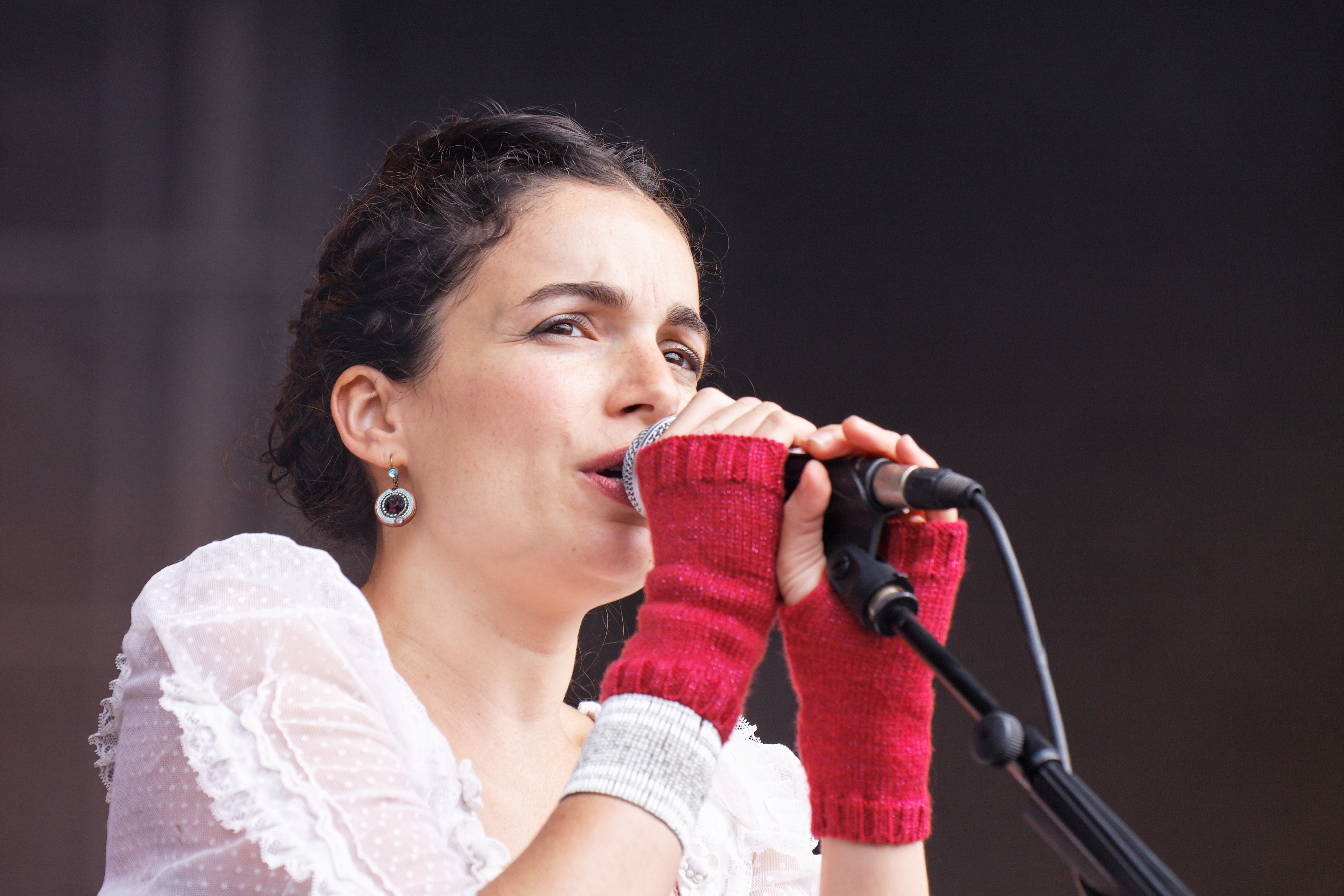
Yael Naim, scène Landaoudec, Festival du bout du monde 2011

Fanfare Ciocarlia (Roumanie) – Staff Benda Bilili (RD Congo) – Marcio Faraco (Brésil) – Gaëtan Roussel (France) – Bernard Allison (États-Unis) – Jehro (France) – Katzenjammer (Norvège) – Catherine Ringer (France) – Bernard Lavilliers & Bonga (France Angola) – Aloe Blacc (États-Unis) – Carte blanche à Moriarty (France États-Unis) avec Moriba Koïta, Mama Rosin, Lail Arad – 17 Hippies (Allemagne) – I Muvrini invite le Bagad de Plomodiern (Corse Bretagne) – Afrocubism (Mali Cuba) – Muchachito Bombo Infierno (Espagne) – Yael Naim & David Donatien (France Israël) – Systema Solar (Colombie) – Moussu T e lei Jovents (Occitanie Brésil) – Hanggai (Chine Mongolie) – Professor (Jamaïque Californie) – Louis Chedid (France) – Toots & the Maytals (Jamaïque) – Susheela Raman (Royaume-Uni Inde) – Ben l'Oncle Soul (France) – Oumou Sangaré et Cheick Tidiane Seck (Mali) – Renegades Steel Band (Trinidad) – Gipsy Burek Orkestar (Bretagne Macédoine) – Gogol Bordello (États-Unis Caucase) – Jaqee (Ouganda Suède Allemagne) – Axel Krygier (Argentine) – Madjo (France) – Sophia Charaï (Maroc)

### 2012

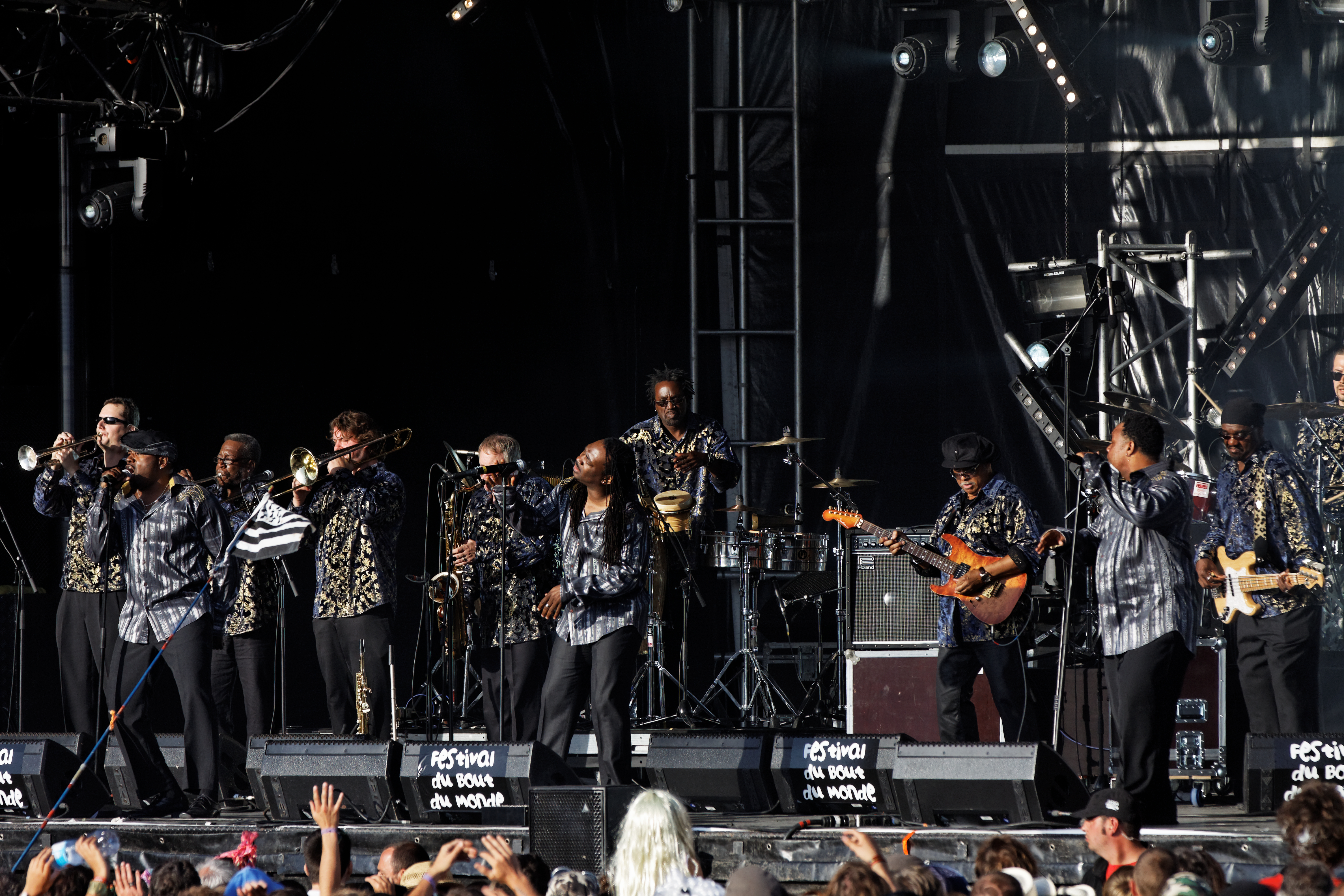
Earth Wind & Fire experience fr. Al McKay, scène Landaoudec, Festival du bout du monde 2012

The Waterboys (Écosse) – Popa Chubby (États-Unis) – Earth, Wind and Fire experience feat Al McKay (États-Unis) – Charlie Winston (UK France) – Jimmy Cliff (Jamaïque) – Fatoumata Diawara (Côte d’Ivoire Mali) – Zebda (France)  – Flavia Coelho (Brésil)  – Salvatore Adamo (Belgique Sicile)  – Stephan Eicher Octet (Suisse) – Aziz Sahmaoui & University of Gnawa (Maroc) – Emel Mathlouthi (Tunisie) – The Black Seeds (Nouvelle-Zélande) – Kreiz Breizh Akademi #3 (Erik Marchand) (Bretagne) – El Gusto (Algérie) – Angélique Kidjo (Bénin) – Anthony Joseph & The Spasm Band (Trinidad  UK) – Xavier Rudd (Australie) – Asian Dub Foundation (UK) – Asaf Avidan (Israël) – Beat Assailant (États-Unis) – Agnès Jaoui y El Quintet Oficial (France/Cuba, en remplacement de Pink Martini) – Zita Swoon Group (Belgique) – Orchestre Poly-Rythmo de Cotonou (Bénin) – Yom & the Wonder Rabbis (France) – Youn Sun Nah Quartet (Corée) – La Chiva Gantiva (Belgique - Colombie) – JuJu : Justin Adams et Juldeh Camara (Royaume-Uni/Gambie) – Dubioza Kolektiv (Bosnie-Herzégovine) (en remplacement des Jolly Boys)

### 2013
|                 | Scène Landouadec | Chapiteau Cabaret                                                                       | Scène F.Kermarrec                                                                            |

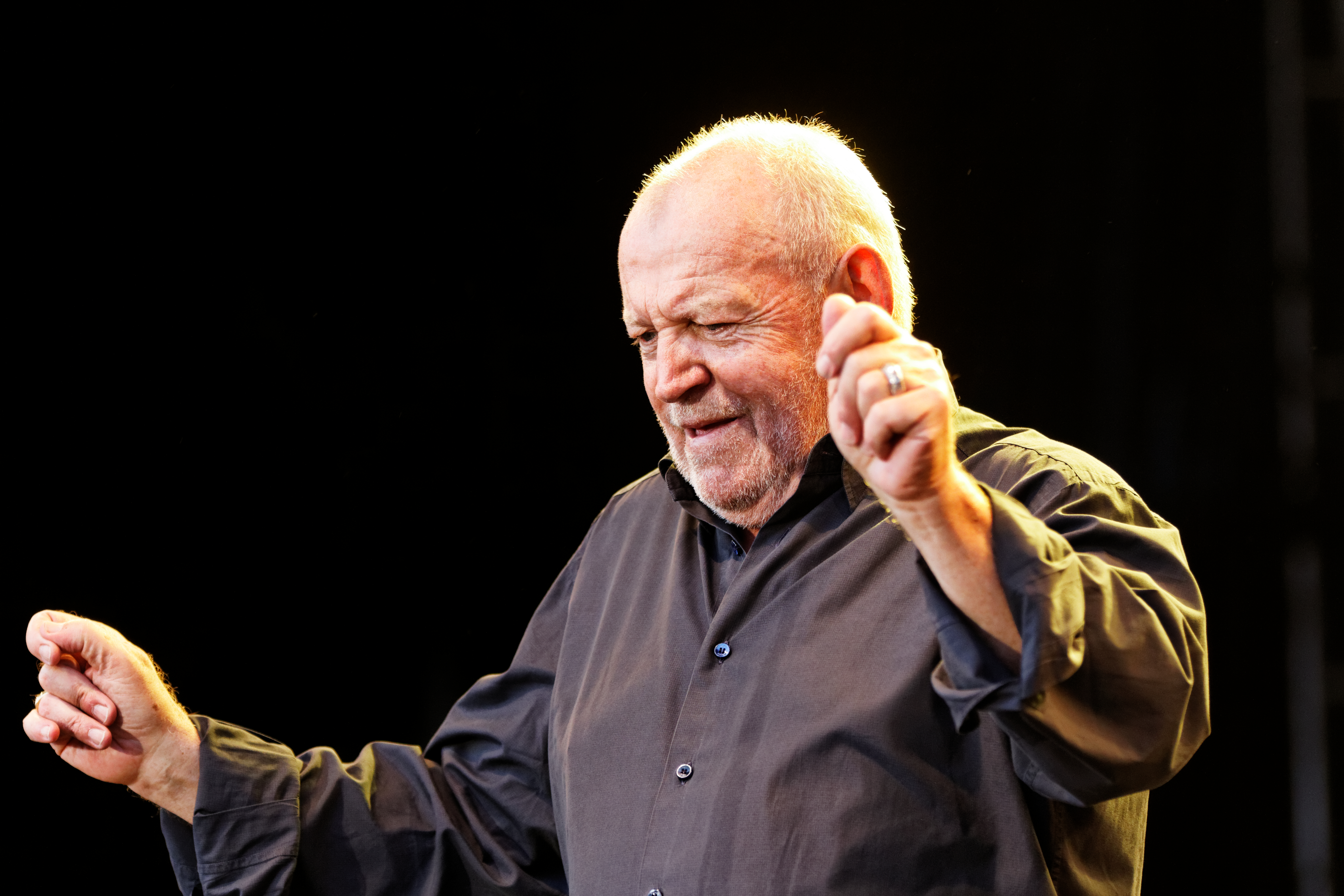
Joe Cocker, scène Landaoudec, Festival du bout du monde 2013

| Vendredi 2 août | Ondatrópica ( Colombie) Rokia Traoré ( Mali) Shantel & Bucovina Club Orkestar ( Allemagne- Roumanie) Joe Cocker ( Royaume-Uni) Ska-P ( Espagne)                                                                                  | Yasmin Levy ( Israël) Boulevard des airs ( France)                                      | La Troba Kung-Fú ( Catalogne) Sandra Nkaké ( France- Cameroun)                               |
| Samedi 3 août   | Shibusa Shirazu Orchestra ( Japon) Cali ( France) Manu Dibango Soul Makossa Gang ft. Cheick Tidiane Seck ( Cameroun- Mali) Taj Mahal ( États-Unis) Seun Kuti & Egypt 80 ( Nigeria) Omar Perry ( Jamaïque)                        | Gaël Faye ( France- Burundi) Amparo Sanchez ( Espagne) Lo'jo ( France)                  | Terakaft ( Mali) Ebo Taylor ( Ghana) Haris Pilton & Gypsy Sound System ( Suisse- Slovénie)   |
| Dimanche 4 août | Ray Lema & l'Orchestre Universitaire de Brest ( République démocratique du Congo- Bretagne) La Rue Kétanou ( France) Kool & The Gang ( États-Unis) Jacques Higelin ( France) Israël Vibration ( Jamaïque) Bauchklang ( Autriche) | La Yegros ( Argentine) The Souljazz Orchestra ( Canada) Lyannaj ( Bretagne- Guadeloupe) | 77 Bombay Street ( Suisse- Australie) Watcha Clan ( France) Mélissa Laveaux ( Canada- Haïti) |

### 2014

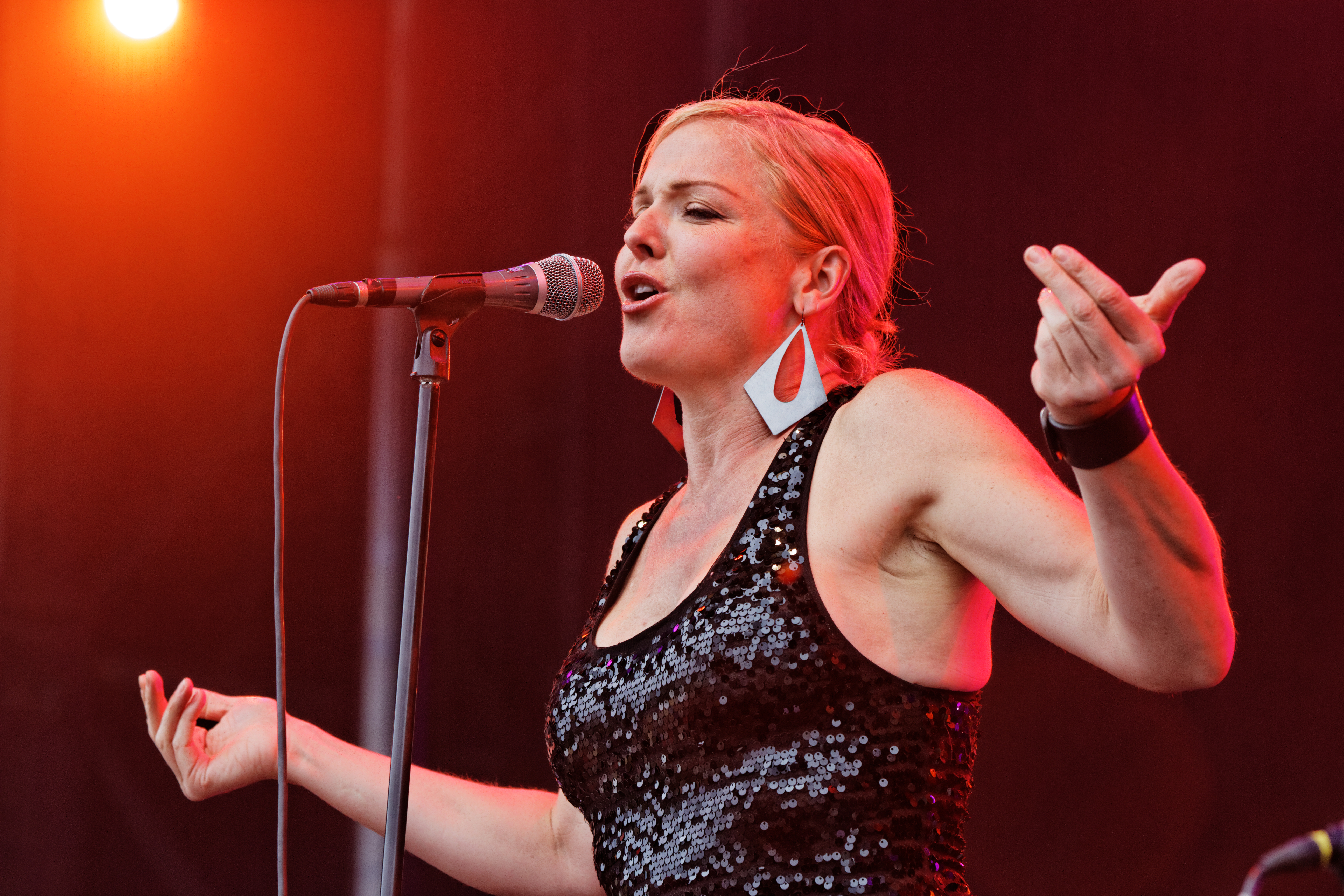
Pink Martini, scène Landaoudec, Festival du bout du monde 2014

|                   | Scène Landaoudec | Chapiteau de Seb                                                                                   | Scène F. Kermarrec                                                              |
| ----------------- | --- | -------------------------------------------------------------------------------------------------- | ------------------------------------------------------------------------------- |
| Vendredi 1er août | Ayọ ( Allemagne- Nigeria) Goran Bregović & l'Orchestre des Mariages et des Enterrements ( Serbie- Bulgarie) Bernard Lavilliers ( France) Keziah Jones ( Nigeria) The Wailers ( Jamaïque)              | Hypnotic Brass Ensemble ( États-Unis) Txarango ( Catalogne)                                        | The Jolly Boys ( Jamaïque) Yasmine Hamdan ( Liban)                              |
| Samedi 2 août     | Pink Martini ( États-Unis) The Cat Empire ( Australie) Christophe Miossec (Brest) Ben l'Oncle Soul & Monophonics ( France- États-Unis) Morcheeba ( Royaume-Uni) Dengue Dengue Dengue ( Pérou)         | Mamar Kassey ( Niger) Ibrahim Maalouf ( Liban) Winston McAnuff & Fixi ( Jamaïque- France)          | Maya Kamati ( La Réunion) Lisa LeBlanc ( Acadie) Finlandia ( Argentine- Brésil) |
| Dimanche 3 août   | Agnes Obel ( Danemark) Maxime Le Forestier ( France) Les Ambassadeurs (avec Cheick Tidiane Seck, Salif Keïta, Amadou Bagayoko ; Mali- Guinée) America ( États-Unis) Naâman ( France) Deluxe ( France) | Electro Bamako ( Mali- France) Dhafer Youssef 5tet Birds Requiem ( Tunisie) Besh o droM ( Hongrie) | Natalia Doco ( Argentine) Féloche ( France) La Maison Tellier ( France)         |

### 2015
|                     | Scène Landaoudec | Chapiteau de Seb                                                                                  | Scène F. Kermarrec                                                                                       |
| ------------------- | --- | ------------------------------------------------------------------------------------------------- | --- |
| Vendredi 31 juillet | The Celtic Social Club ( Bretagne- Écosse) Aṣa ( Nigeria) Asaf Avidan ( Israël) Arthur H ( France) Biga*Ranx ( France)                                                                                               | Songhoy Blues ( Mali) Jungle by Night ( Pays-Bas)                                                 | Krismenn & AleM feat Parvenn & Ilyas Khan ( Bretagne- Inde) Bongo Botrako ( Espagne) Bukatribe ( France) |
| Samedi 1er août     | Ester Rada ( Israël) Totó la Momposina ( Colombie) Eric Burdon & The Animals ( Royaume-Uni) Groupe surprise (annoncé le jour-même) : La Compagnie Créole ( France) Charlélie Couture ( France) Fakear Live ( France) | Clinton Fearon & the Boogie Brown Band ( Jamaïque) Lisa Simone ( États-Unis) Cheikh Lô ( Sénégal) | La Cafeta Roja ( France- Autriche- Espagne) Orkesta Mendoza ( États-Unis) Vaudou Game ( Togo- France)    |
| Dimanche 2 août     | Nneka ( Nigeria- Allemagne) Michel Jonasz Quartet ( France) John Butler Trio ( Australie- États-Unis) Selah Sue ( Belgique) Massilia Sound System ( France) Electro Deluxe ( France)                                 | Mulatu Astatke ( Éthiopie) Faada Freddy ( Sénégal) Dakhabrakha ( Ukraine)                         | Orange Blossom ( France- Algérie) Yaniss Odua ( Martinique) Criolo ( Brésil)                             |

### 2016

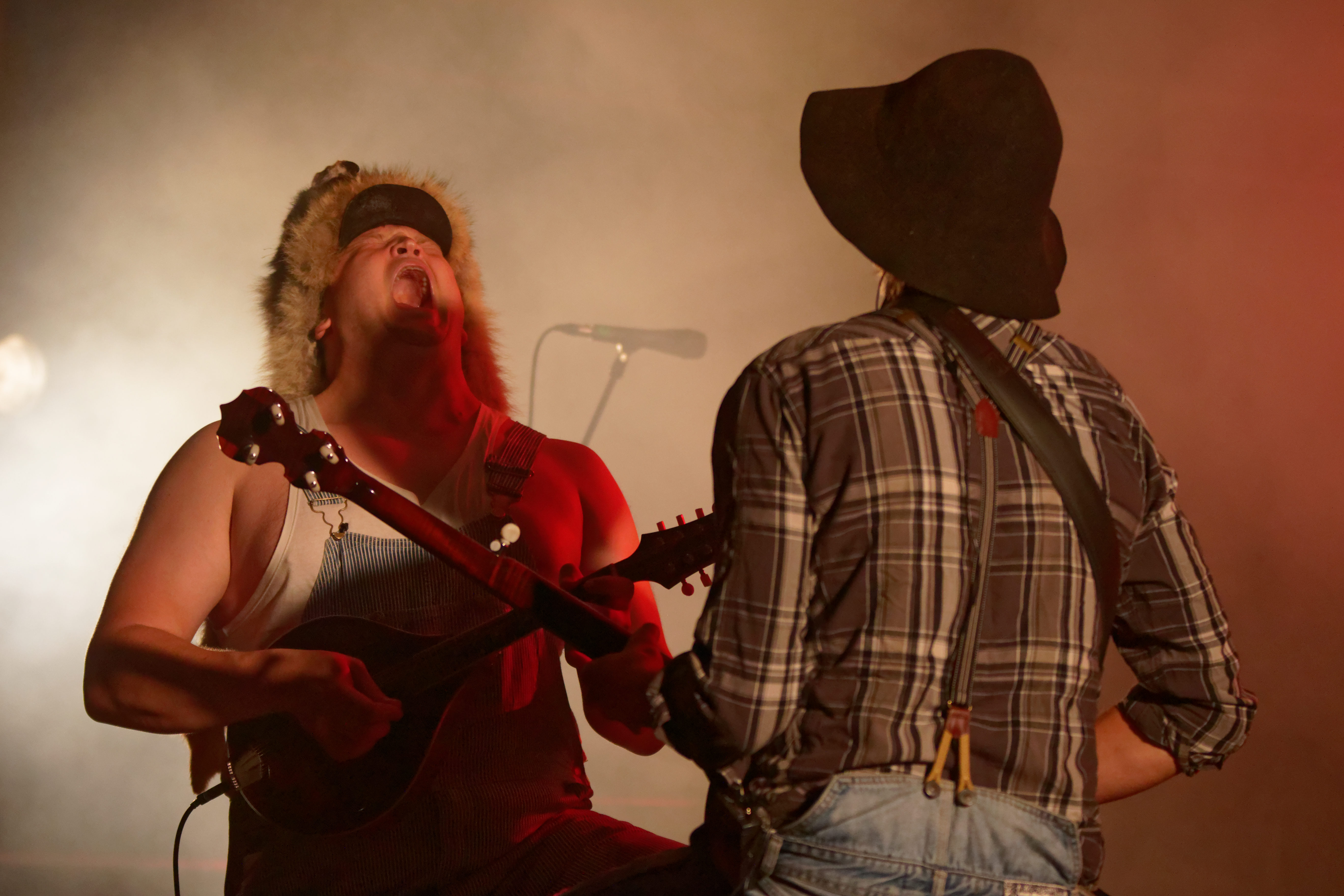
Steve 'N' Seagulls, Festival du bout du monde 2016

|                 | Scène Landaoudec | Cabaret de Seb'                                                                                             | Scène F. Kermarrec                                                                                       |
| --------------- | --- | --- | --- |
| Vendredi 5 août | Calypso Rose ( Trinité-et-Tobago) Les Amazones d'Afrique ( Mali) Boulevard des airs ( France) Caravan Palace ( France) The Shoes ( France)                                          | Natacha Atlas ( Angleterre- Égypte) No BS! Brass Band ( États-Unis)                                         | Steve'n'Seagulls ( Finlande) Too Many Zooz ( États-Unis) Stand High Patrol DJ Set ( France)              |
| Samedi 6 août   | Haïdouti Orkestar ( Turquie- France) Les Innocents ( France) Bears of Legend ( Québec) Lucky Peterson ( États-Unis) Tiken Jah Fakoly ( Côte d'Ivoire) Kiril Djaikovski ( Macédoine) | Bachar Mar-Khalifé ( Liban- France) Fred Wesley & the new JB's ( États-Unis) Laboratorium Pieśni ( Pologne) | Kreiz Breizh Akademi #5 ( Bretagne) Jeremy Loops (en) ( Afrique du Sud) Grèn Sémé ( La Réunion)          |
| Dimanche 7 août | Soviet Suprem ( France) Oxmo Puccino ( France) Fat Freddy's Drop ( Nouvelle-Zélande) Hubert Félix Thiéfaine ( France) Alborosie & Shengen Clan ( Jamaïque) Thylacine ( France)      | Ana Tijoux ( Chili) Feu! Chatterton ( France) A-Wa ( Yémen- Israël)                                         | Joe Driscoll & Sekou Kouyate ( États-Unis- Guinée) Otava Yo ( Russie) El Gato Negro ( Argentine- France) |

### 2017

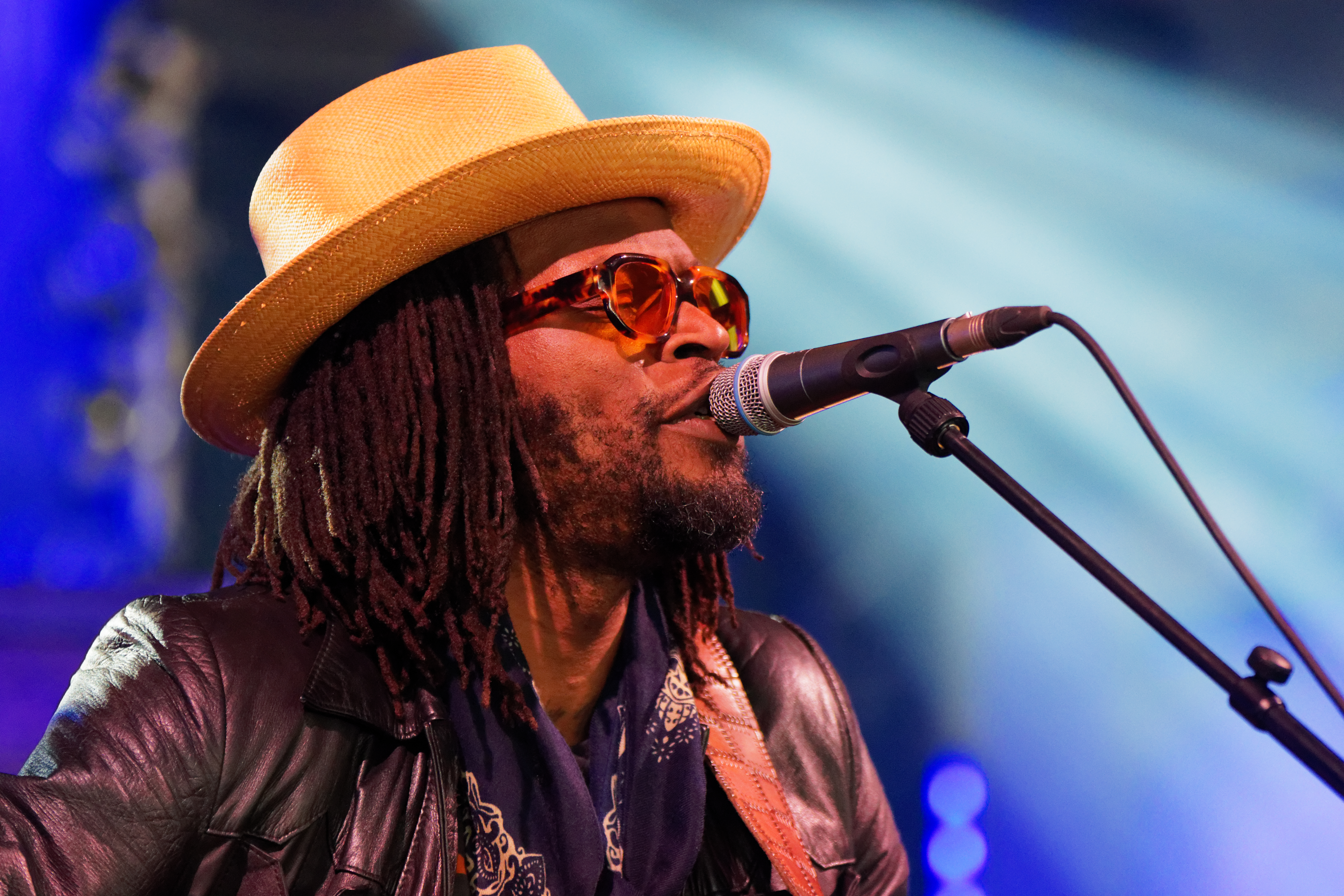
Tété, Festival du bout du monde 2017

La première formation annoncée est le Gangbé Breizh Band : une création musicale regroupant le Gangbé Brass Band et le bagad de Plomodiern.
|                 | Scène Landaoudec | Cabaret de Seb'                                                         | Scène F. Kermarrec                                                                             |
| --------------- | --- | ----------------------------------------------------------------------- | ---------------------------------------------------------------------------------------------- |
| Vendredi 4 août | Gocoo ( Japon) Michael Kiwanuka ( Angleterre) Tryo ( France) Meute ( Allemagne) Patrice ( Allemagne)                                                                                            | Noura Mint Seymali ( Mauritanie) Oques Grasses ( Espagne)               | Super Parquet ( France) The Bongo Hop ( Colombie)                                              |
| Samedi 5 août   | Boban Markovic ( Serbie) Gregory Porter ( Angleterre) Orchestra Baobab ( Sénégal) Amparanoïa ( Espagne) Keny Arkana ( France) Danakil ( France)                                                 | Tété ( France) Los Wemblers ( Pérou) Rodolphe Burger ( France)          | Delgres ( France Guadeloupe) Alsarah & the Nubatones ( Soudan - États-Unis) Xixa ( États-Unis) |
| Dimanche 6 août | Gangbé Breizh Band ( France Bretagne Gascogne - Bénin) Imany ( France) New York Salsa All Stars ( États-Unis) UB40 ( Angleterre) Chinese Man ( France) Crystal Fighters ( Espagne - Angleterre) | Sona Jobarteh ( Gambie) Inna De Yard ( Jamaïque) Lisa LeBlanc ( Canada) | BCUC ( Afrique du Sud) Kingfisha ( Australie) Bombino ( Nigéria)                               |

### 2018

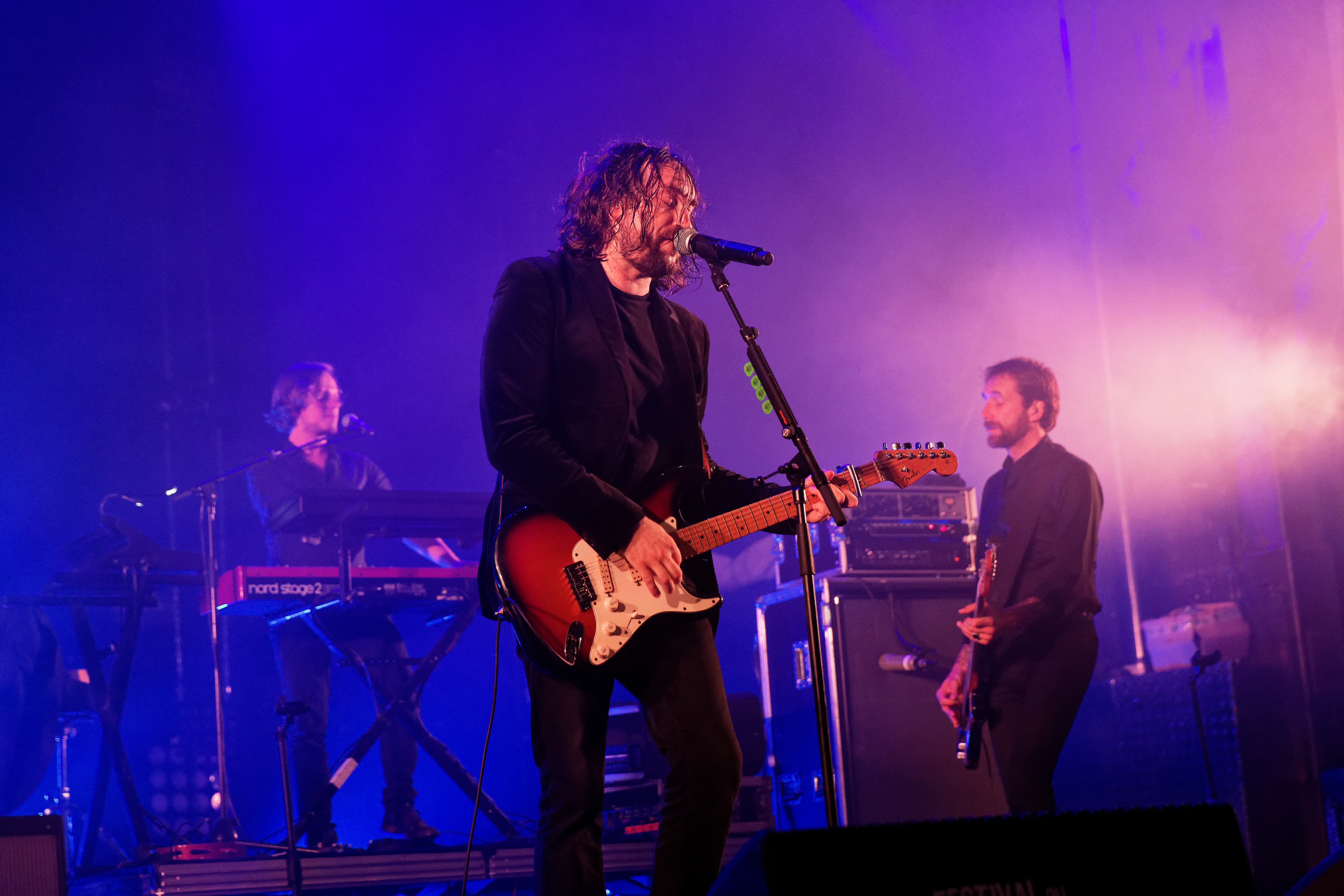
Matmatah, Festival du bout du mode 2018

|                 | Scène Landaoudec | Cabaret de Seb'                                                                               | Scène F. Kermarrec                                                              |
| --------------- | --- | --------------------------------------------------------------------------------------------- | ------------------------------------------------------------------------------- |
| Vendredi 3 août | Goran Bregovic et l'Orchestre des mariages et enterrements ( Serbie) Matmatah ( France) LaBrassBanda ( Allemagne) Naâman ( France) Muyayo Rif ( Espagne)                  | Canailles ( Canada) Mélissa Laveaux ( Canada- Haïti)                                          | Gauvain Sers ( France) Elida Almeida (Cap Vert)                                 |
| Samedi 4 août   | Caro Emerald ( Pays-Bas) Grand Corps Malade ( France) Stephan Eicher & Traktorkestar ( Suisse) Ken Boothe ( Jamaïque) Groundation ( États-Unis) Daara J Family ( Sénégal) | The Yokel ( France) Kobo Town (Trinidad - Canada) Gili Yalo ( Éthiopie)                       | Puerto Candelaria ( Colombie) Boogie Belgique ( Belgique) Lola Marsh ( Israël)  |
| Dimanche 5 août | Rag’n’Bone Man ( Angleterre) The Inspector Cluzo ( France Gascogne) Camille ( France) Gaël Faye ( Burundi - France) Clément Bazin ( France) Motivés ! ( France)           | Moon Hooch ( États-Unis) 'Ndiaz (Bretagne) 47Soul ( Palestine) Dobet Gnahoré ( Côte d'Ivoire) | Avishai Cohen ( Israël) Dirty Dozen Brass Band ( États-Unis - Nouvelle-Orléans) |

### 2019
|                 | Scène Landaoudec | Cabaret de Seb' | Scène F. Kermarrec |
| --------------- | --- | --- | --- |
| Vendredi 2 août | Carte blanche à Ibrahim Maalouf + Haïdouti Orkestar ( Liban, France, Balkans) Angélique Kidjo ( Bénin) Eagle-Eye Cherry ( Suède, États-Unis) Hocus Pocus ( France) Michelle David & the Gospel Sessions ( États-Unis, Pays-Bas) | Canine ( France) Kimberose ( France) | Cimafunk ( Cuba) Yemen Blues ( Israël) |

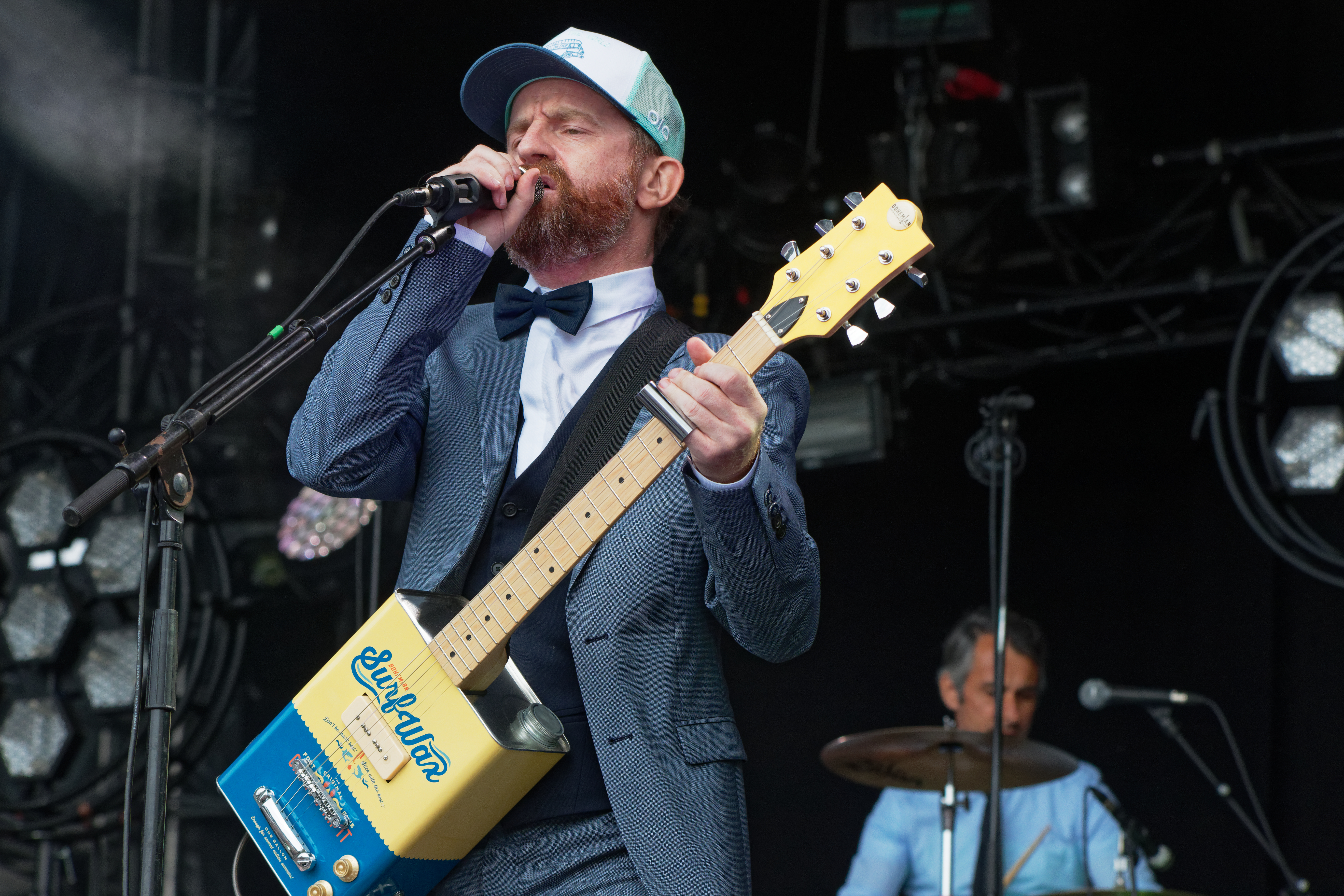
Dionysos, Festival du bout du monde 2019

| Samedi 3 août   | Femi Kuti ( Nigéria, Royaume-Uni) Feu! Chatterton ( France) Mayra Andrade (Cap-Vert) Stephan Eicher & Traktorkestar ( Suisse) The Kooks ( Angleterre) Ziggy Marley ( Jamaïque)                                                  | Carte blanche à Robin Foster + Dave Pen + Madelyn Ann ( France, Royaume-Uni) Violons Barbares ( Mongolie, Bulgarie, France) Winston McAnuff & Fixi ( Jamaïque, France)      | Baloji ( Belgique Congo Belgique) Elisapie (Nunavik, Québec, Canada) Jenny & the Mexicats ( Royaume-Uni, Espagne, Mexique)                                 |
| Dimanche 4 août | Antibalas ( États-Unis) Beat Assailant ( États-Unis) Calexico and Iron & Wine ( États-Unis) Dionysos ( France) Soldat Louis & le bagad de Plomodiern ( France) Yuri Buenaventura ( Colombie)                                    | Carte blanche à La Rue Kétanou ( France) Eskelina ( Suède, France) La Green Box ( France) Mon Côté Punk ( France) Nans Vincent ( France) The Fat Bastard Gangband ( France) | Fanna Fi Allah ( Pakistan, États-Unis, Canada) TechnoBrass ( Brésil) The Wanton Bishops ( Liban) Robert Finley & Theo Lawrence Band ( États-Unis) (annulé) |

## Années 2020

### 2022
|                 | Scène Landaoudec | Cabaret de Seb' | Scène F. Kermarrec                                                                    |
| --------------- | --- | --- | ------------------------------------------------------------------------------------- |
| Vendredi 6 août | Chico Trujillo ( Chili) HF Thiefaine Unplugged ( France) Gaël Faye ( France) The Limiñanas ( France) Julian Marley ( Royaume-Uni)                                | Liraz ( Israël/ Iran) Thomas Kahn ( France)                                                                         | Lass ( Sénégal) Festucs ( Espagne)                                                    |

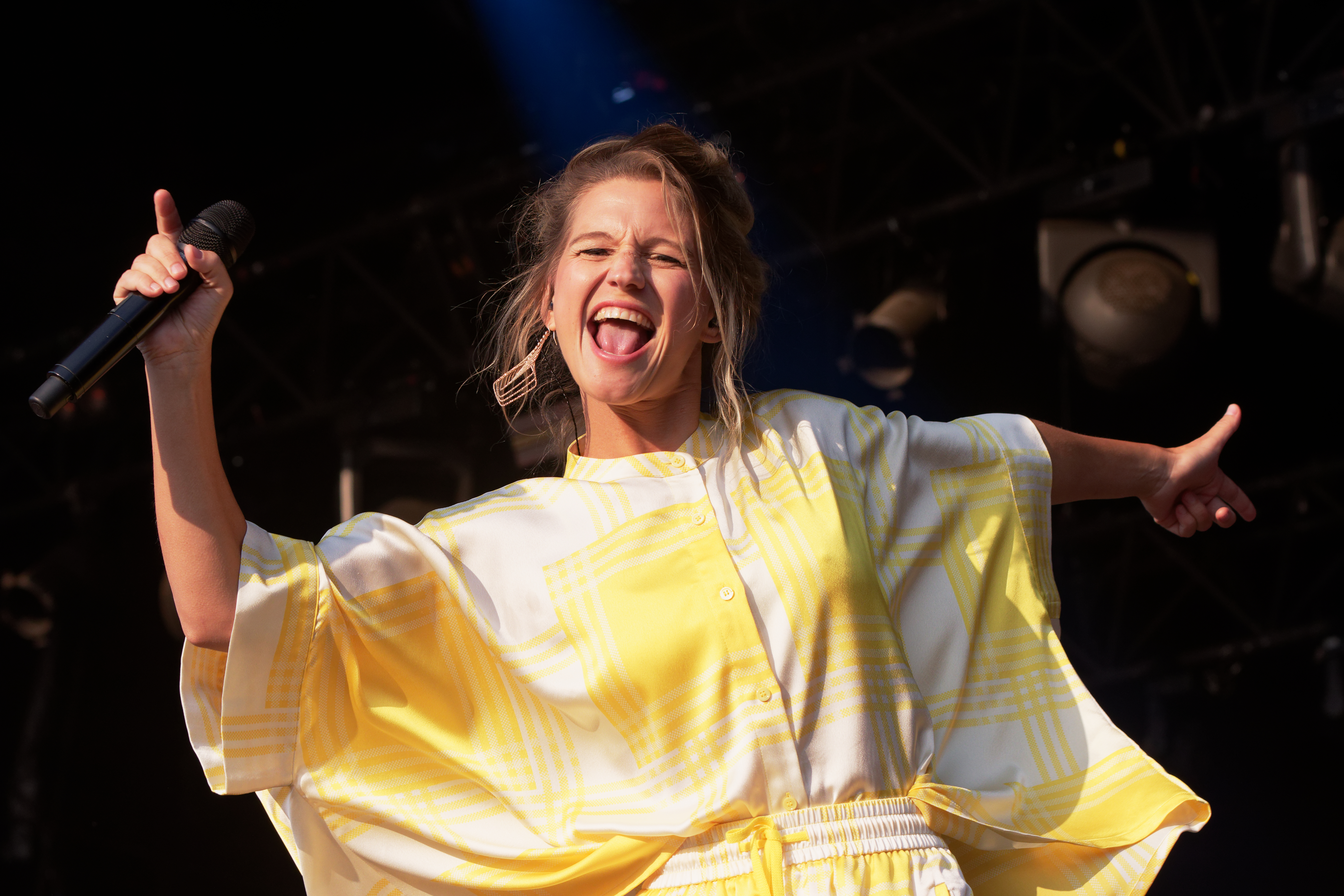
Selah Sue, Festival du bout du monde 2022

| Samedi 7 août   | Star Feminine Band ( Bénin) Seun Kuti & Egypt 80 ( Nigeria) Selah Sue ( Belgique) Bernard Lavilliers ( France) Rodrigo y Gabriela ( Mexique) Thylacine ( France) | Girma Bèyènè & Akalé Wubé ( Éthiopie/ France) Debout sur le zinc ( France) Canzoniere grecanico salentino ( Italie) | Pascuala Ilabaca ( Chili) Trans Kabar ( La Réunion) Antti Paalanen ( Finlande)        |
| Dimanche 8 août | Curtis Harding ( États-Unis) Eliades Ochoa ( Cuba) Gaëtan Roussel ( France) Simple Minds ( Écosse) Gallowstreet ( Pays-Bas) Blutch (Brest)                       | Ajate ( Japon) Imarhan ( Algérie, annulé) Kel Assouf ( Niger/ Belgique) Garifuna Collective ( Belize)               | Bel Air de Forro ( Bretagne/ Brésil) Bamba Wassoulou ( Mali) Kutu ( France/ Éthiopie) |

Hors-les-Murs : Ballaké Sissoko ( Mali), Piers Faccini ( Royaume-Uni), Samba Baladi

### 2023
|                 | Scène Landaoudec | Cabaret de Seb'                                                           | Scène F. Kermarrec                                                                              |
| --------------- | --- | ------------------------------------------------------------------------- | ----------------------------------------------------------------------------------------------- |

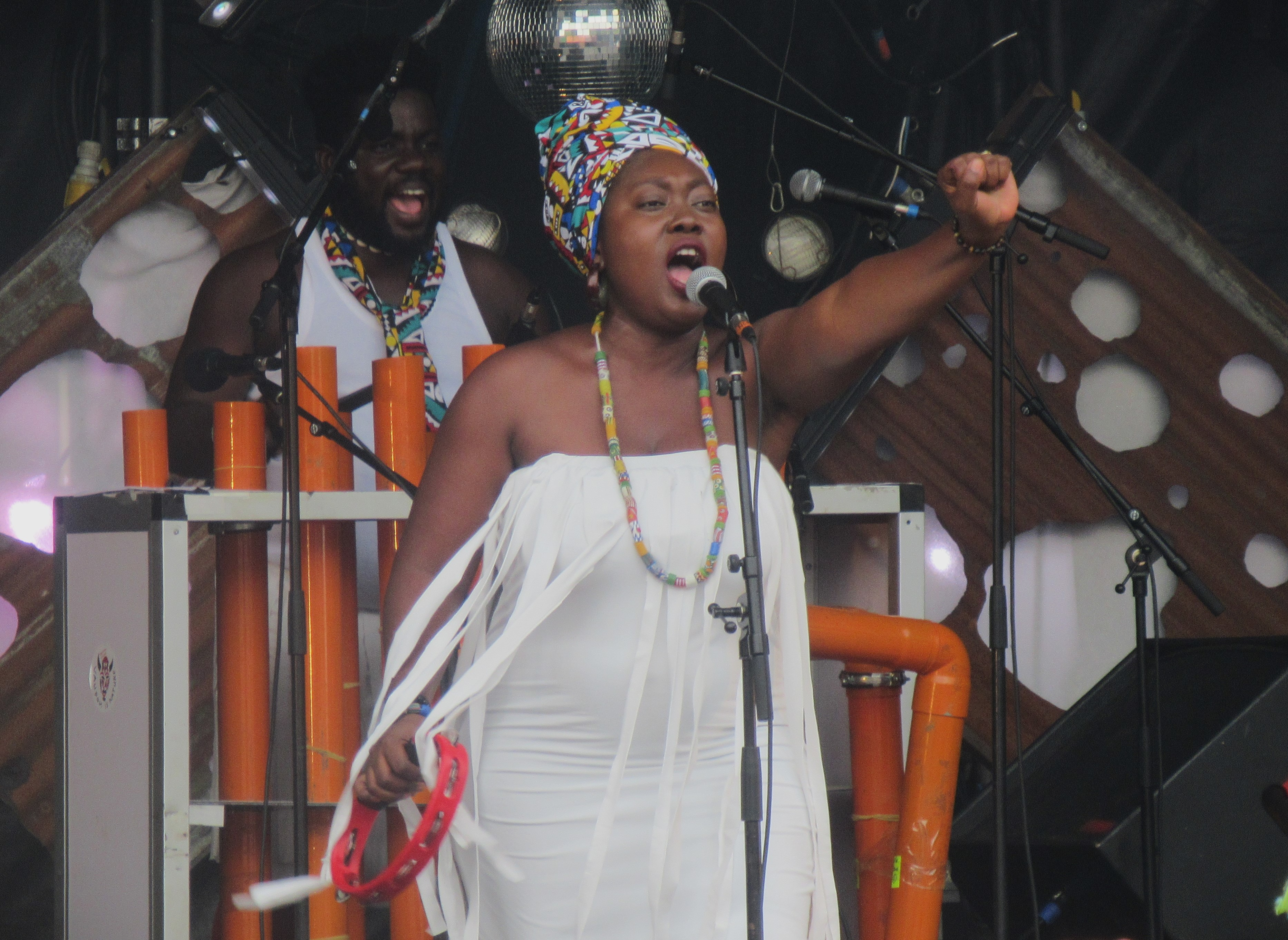
Nana Benz du Togo, Festival du bout du monde 2023

| Vendredi 4 août | Los Wembler’s de Iquitos ( Pérou) Jungle by Night ( Pays-Bas) Lila Downs ( Mexique) Franz Ferdinand ( Écosse) Tiken Jah Fakoly ( Côte d'Ivoire)                                                                                      | Sandra Nkaké ( Cameroun) Wati Watia Zorey Band ( La Réunion)              | Fourth Moon Al-Qasar                                                                            |
| Samedi 5 août   | Roberto Fonseca ( Cuba) Oumou Sangaré ( Mali) Les Négresses vertes ( France) dEUS ( Belgique) Wax Tailor ( France) Petit Biscuit ( France)                                                                                           | Barrut ( Occitanie) La Maison Tellier ( France) Lucky Chops ( États-Unis) | Araponga ( France) Nana Benz du Togo ( Togo) Opal Ocean ( Nouvelle-Zélande/ Nouvelle-Calédonie) |
| Dimanche 6 août | Anti Paalanen & Les Musiciens du Conservatoire de Brest ( Finlande/Brest) Suzanne Vega ( États-Unis) Total Hip Replacement & Anyankofo ( Danemark/ Ghana) Louise Attaque ( France) Meute ( Allemagne) Smokey Joe & The Kid ( France) | Tuuletar ( Finlande) Alela Diane ( États-Unis) Uuhai ( Mongolie)          | Dalva ( Belgique)/ Bretagne) João Selva ( Brésil) Makoto San ( France)                          |

Hors-les-Murs : Boubacar Traoré ( Mali), Duo Ruut ( Estonie), Fanfarnaüm (Brest), Olaïtan ( Bénin)